# Толстик, Павел Вячеславович (1983)
Павел Вячеславович Толстик (род. 17 декабря 1983, Минск) — белорусский хоккеист, нападающий.

## Биография
С шести лет занимался в «Юности» (Минск). Выступал за белорусские клубы «Юность» Минск (2000/01, 2005/06), «Керамин-2» (2002/03 — 2004/05), «Керамин» (2002/03), «Брест» (2006/07 — 2010/11), «Витебск» (2012/13). В сезоне 2011/12 играл за украинскую команду «Львы» Львов.
Окончил БГУФК.
С 2017 года — детский тренер в клубе «Пираньи» Минск.